# Habranthus vittatus
Habranthus vittatus är en amaryllisväxtart som beskrevs av Thaddeus Monroe Howard. Habranthus vittatus ingår i släktet Habranthus och familjen amaryllisväxter. Inga underarter finns listade i Catalogue of Life.